# Commercial Titan III
Commercial Titan III był rakietą nośną należącą do rodziny rakiet Titan, budowaną przez amerykańską spółkę Martin Marietta, wykorzystywany był do startów komercyjnych. Konstrukcyjnie zbliżony do rakiety Titan 34D, posiadał jednak większą przestrzeń ładunkową i wzmocniony 2. stopień.

## Chronologia startów
1. 1 stycznia 1990, 00:07 GMT; s/n CT-1; miejsce startu: Cape Canaveral Air Force Station (LC-40), USA
Ładunek: Skynet 4A, JCSAT-2; Uwagi: start udany
2. 14 marca 1990, 11:52 GMT; s/n CT-2; miejsce startu: Cape Canaveral Air Force Station (LC-40), USA
Ładunek: Intelsat 603; Uwagi: start częściowo udany – nie odłączył się 2. stopień, błąd naprawiony przez załogę lotu STS-49
3. 23 czerwca 1990, 11:19 GMT; s/n CT-3; miejsce startu: Cape Canaveral Air Force Station (LC-40), USA
Ładunek: Intelsat 604; Uwagi: start udany
4. 25 września 1992, 17:05 GMT; s/n CT-4; miejsce startu: Cape Canaveral Air Force Station (LC-40), USA
Ładunek: Mars Observer; Uwagi: start udany